# Бозієнь (Ботошань)
Бозієнь, Бозієні (рум. Bozieni) — село у повіті Ботошані в Румунії. Адміністративно підпорядковане місту Севень.
Село розташоване на відстані 394 км на північ від Бухареста, 28 км на північний схід від Ботошань, 101 км на північний захід від Ясс.

## Населення
За даними перепису населення 2002 року у селі проживала 301 особа, усі — румуни. Усі жителі села рідною мовою назвали румунську.